# (100230) 1994 PN18
(100230) 1994 PN18 es un asteroide perteneciente al cinturón de asteroides, descubierto el 12 de agosto de 1994 por Eric Walter Elst desde el Observatorio de La Silla, Chile.

## Designación y nombre
Designado provisionalmente como 1994 PN18.

## Características orbitales
1994 PN18 está situado a una distancia media del Sol de 3,091 ua, pudiendo alejarse hasta 3,717 ua y acercarse hasta 2,464 ua. Su excentricidad es 0,202 y la inclinación orbital 1,154 grados. Emplea 1985 días en completar una órbita alrededor del Sol.

## Características físicas
La magnitud absoluta de 1994 PN18 es 15,4. Tiene 4,233 km de diámetro y su albedo se estima en 0,068.